# X̌
X̌ (minuskule x̌) je speciální znak latinky. Nazývá se X s háčkem. Používá se v domorodých jazycích ve Spojených státech amerických, a to v okanaganštině, makahštině a lushootseedštině. Používá se též při přepisu paštštiny a wakhštiny do latinky, kde jej v obou jazycích značí písmeno ښ. Čte se přibližně jako české ch.
V Unicode má X̌ a x̌ tyto kódy:
X̌ U+0058 U+030C
x̌ U+0078 U+030C
V češtině má použití „x̌“ humornou konotaci, používal jej např. časopis Hondzik pro zápis dvojhlásky „kš“ (např. x̌andy – kšandy).